# 朱杰 (柬埔寨)
朱杰（Chou Chet，20世纪？—1978年），又名Ta Si，柬埔寨政治家，红色高棉领导人之一。
朱杰在1950年代是高棉伊萨拉的领导人之一，参与编辑左翼报纸，因批评西哈努克的政治曾两次被捕。1964年，因其他左翼领袖被捕，朱杰逃往丛林投奔红色高棉。他虽未被选入柬埔寨共产党中央委员会，但进入了西南大区的领导层中。朱杰与塔莫（努刚）共同领导这个大区，朱杰担任书记，分管政治；塔莫担任副书记，分管军事。
1970年9月17日，朱杰被西哈努克任命为柬埔寨王国民族团结政府公共卫生、宗教和社会事务副大臣。
朱杰与塔莫产生了矛盾。塔莫相对激进，反对越南人的压迫；但朱杰却认为越南革命者是兄弟和同志。1971年朱杰当选中央委员，这表明他此时仍受波尔布特重用。
1975年，红色高棉夺取政权，朱杰被调任新成立的西部大区担任书记，这里是比较贫瘠的地区。塔莫升任西南大区书记，仍旧领导地位重要的西南大区。
1978年3月，朱杰被控参与推翻波尔布特的阴谋事件，与妻子及西部大区的许多领导人一起被关押进S-21监狱，随后被处决。